# Éphrem Houël
Pour les articles homonymes, voir Houël.
Éphrem Houël du Hamel, plus couramment Éphrem Houël, né le 28 juillet 1807 à Torigni-sur-Vire et mort le 13 juin 1885 à Montrabot, est un directeur de haras national, essayiste équin, connu principalement comme initiateur des courses au trot en France.

## Biographie
Éphrem Houël est le fils de Gabriel Houël du Hamel, officier de cavalerie de l'armée napoléonienne blessé à la bataille d'Austerlitz puis officier des Haras. Ce dernier fait entrer son fils ainé dans l'administration des haras en 1829. Il est nommé sous-directeur du haras de Saint-Lô en 1831.
Il s'investit alors dans la création de courses de trot en France et organise ainsi à Cherbourg, sur la grève, les premières courses réservées à cette allure, courues par des chevaux de pays. Ces courses, suivies d'autres en d'autres lieux en Basse-Normandie, reçoivent un accueil très favorable et aboutiront à la fondation de la Société d'encouragement pour l'amélioration du cheval français de demi-sang à Caen par Éphrem Houël lui-même en 1864, et à la naissance du Trotteur français.
Entre-temps, Éphrem Houël est nommé directeur du dépôt d'étalons de Langonnet (Morbihan) en 1838 puis en 1847 directeur du dépôt des remontes des Haras royaux du bois de Boulogne. Directeur du haras du Pin en 1848, il est ensuite nommé inspecteur général des Haras. Il prend sa retraite en 1865 et devient maire éphémère de Montrabot de 1875 à 1876.
Il rédige tout au long de sa carrière de nombreux essais et documents sur les chevaux. Il meurt au château de Montrabot le 13 juin 1885.

## Œuvres
- Annuaire des cinq départements de l'ancienne Normandie, Association normande, 1838, 457 p. (lire en ligne), « Courses de chevaux dans la Normandie », p. 362-380
- Traité complet de l'élève du cheval en Bretagne, E. Tostain, 1842, 332 p. (lire en ligne)
- Traité des courses au trot, Dumaine, 1843, 206 p. (lire en ligne)
- Histoire du cheval chez tous les peuples de la terre, depuis les temps les plus anciens jusqu'à nos jours, t. 1, Dumaine, 1848, 606 p. (lire en ligne sur Gallica)
- Histoire du cheval chez tous les peuples de la terre, depuis les temps les plus anciens jusqu'à nos jours, t. 2, Dumaine, 1852 (lire en ligne sur Gallica)
- Cours de science hippique, professé à l'École des haras, 1853, 352 p. (lire en ligne)
- De l'amélioration du cheval chez tous les peuples de l'univers, 1867, 79 p.
- Le cheval en France, depuis l'époque gauloise jusqu'à nos jours, 1869, 190 p.
- Journal des haras, Argentan, 1879, 28 p. (lire en ligne), « Le cheval en Normandie dans les temps anciens »